# Mèlian
Mèlian la Maia és un personatge fictici de l'univers de J.R.R. Tolkien, la Terra Mitjana. Era de la raça dels ainu, una maia al servei de Varda i Estë.
Es va trobar per atzar als boscos de Beleríand amb el Rei dels Elfs Elu Thíngol, i es van enamorar. Junts van fundar el Regne de Dòriath, que governaven conjuntament. Ella va utilitzar els seus poders per defensar el regne creant una protecció màgica que impedia l'entrada d'enemics. Aquest cercle protector es va conèixer com "El Cinturó de Na Mèlian".
Ella i Thíngol van tenir una filla, Lúthien Tinúviel, a través de la qual la seva sang maiarin va passar als elfs i als homes.
És un dels dos únics ainur dels quals es té coneixement que van tenir descendència. L'altra és l'aranya gegant Ungòliant, de la que descendeix l'Arranyera.
Quan Beren va arribar a Dòriath, va aconsellar a Thíngol que no l'enviés en la missió suïcida a la reerca del Silmaril. Aquest quest va acabar portant la ruïna a Dòriath i l'assassinat de Thíngol.
Després de la mort de Thíngol, va deixar que el seu cos "morís", abandonant la Terra Mitjana i anant a Vàlinor a plorar la mort del seu marit i la seva filla.

## Genealogia de la Casa d'Elwë
```
---------------------
| | 

Mèlian
 = 
(Elwë)Thíngol
 
Olwë

| |

Lúthien
 = 
Beren
 ------------------- 
| | |

Dior
 
Eärwen
 = 
Finarfin
 
altres fills

|

Fínrod

Àngrod
 (Pare d'
Oròdreth
)

Aegnor

Galàdriel
```